# Die Musik – mein Leben
Die Musik – mein Leben (französischer Originaltitel: L’Amour de la vie – Artur Rubinstein) ist ein 1969 veröffentlichter französischer Dokumentarfilm von Gérard Patris und François Reichenbach. Der Dokumentarfilms handelt vom Leben des Musikers Artur Rubinstein. Der Film wurde 1970 mit dem Oscar als bester Dokumentarfilm ausgezeichnet. Bei den Internationalen Filmfestspielen von Cannes 1969 wurde er außerhalb des Wettbewerbs gezeigt.

## Inhalt
Der Film begleitet den schon alt gewordenen Pianisten Arur Rubinstein auf seiner Tournee durch Europa und durch Israel. Angereichert ist die Dokumentation mit Filmmaterial aus früheren Jahren Rubinsteins, der als einer der großen Universal-Pianisten des 20. Jahrhunderts gilt und besonders als Interpret der Werke Frédéric Chopins wertgeschätzt wurde.

## Rezeption
Der Musikkritiker Anthony Tommasini bezeichnete den Film als wundervolle Dokumentation, besonders im Vergleich mit Steven Soderberghs Porträt des Musikers Liberace in Liberace – Zu viel des Guten ist wundervoll. Das Lexikon des internationalen Films lobte den Film ebenfalls und fand ihn „nicht nur für ein musikalisch interessiertes Publikum sehenswert.“